# Microgaster stenoterga
Microgaster stenoterga är en stekelart som beskrevs av De Saeger 1944. Microgaster stenoterga ingår i släktet Microgaster och familjen bracksteklar. Inga underarter finns listade i Catalogue of Life.